# ليزا لين
ليزا لين هي لاعب هوكي الحقل كندية، ولدت في 18 سبتمبر 1964.

## وصلات خارجية
- ليزا لين على موقع أوليمبيديا (الإنجليزية)